# Stadsmuur van Zaltbommel
De stadsmuur van Zaltbommel is een oorspronkelijk 14e-eeuwse verdedigingsmuur die de Gelderlandse vestingstad Zaltbommel omringde. Flinke stukken van de muur hebben de tijd tot diep in de 19e eeuw overleefd. De (weer) zichtbare delen zijn tot rijksmonument verklaard. Voor Nederlandse begrippen is er opmerkelijk veel bekend over de bouwgeschiedenis van deze stadsmuur.

## Beschrijving
De stadsmuur maakte deel uit van de vestingswerken van Zaltbommel, waaraan rond 1600 ook zware aarden omwallingen, zeven bastions en een buitengracht werden toegevoegd. De muur was ruim twee kilometer lang en in baksteen gemetseld. Hij was versterkt met meerdere muurtorens met kantelen, stenen weergangen en arkeltorens. Aan de landzijde (zuidzijde) bestond de muur uit één doorlopende, rechte lijn, zonder aarden wal erachter. Deze muur was eenvoudig en voorzien van torens, en werd ondersteund door een gracht. Dit rechte, eenvoudige ontwerp wijst erop dat dit het oudste deel van de stadsmuur is, waarschijnlijk gebouwd onder Reinald I. Aan de rivierzijde had de muur een gebroken en complexer patroon, met kenmerken van latere vestingbouw, zoals strijkweren. Deze zijde van de muur werd aangelegd in verband met de uitbreiding van de stad richting de oever van de Waal - die een wegtrekkende beweging maakte - waarschijnlijk in de tweede helft van de 15e eeuw.

### Weergangen en muurtorens

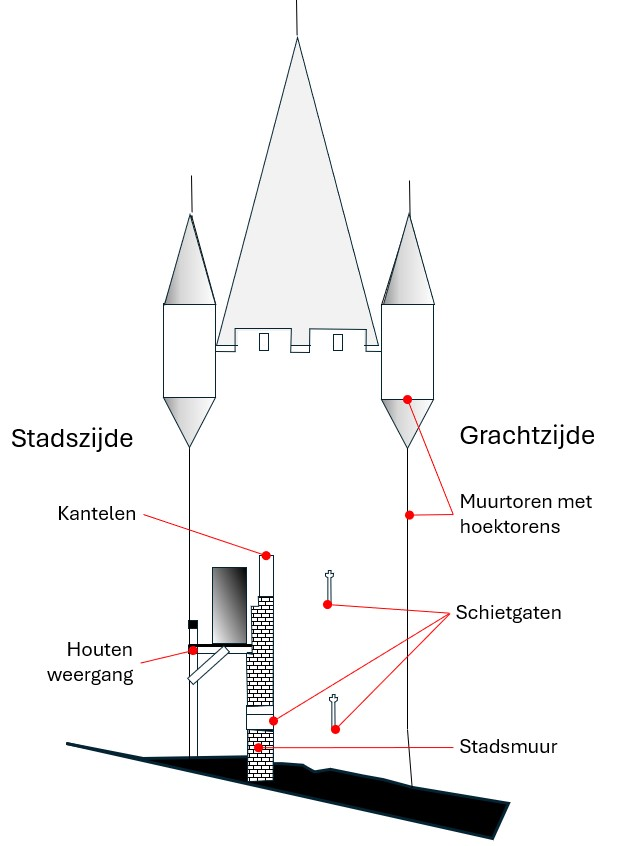
Interpretatie van de stadsmuur ter plaatse van mogelijk de grootste muurtoren.

De bouw van de Bommelse stadsmuur begon ambitieus waar de stenen muren vergezeld gingen met stenen weergangen, dat wil zeggen gangen met stenen bogen. Deze bogen werden tegen vierkante muurtorens aangemetseld. Eerst werden de muren gebouwd met hiaten waar de verbindende muurtorens gebouwd moesten worden. Deze muurtorens staken aan de stadszijde zodanig uit de muur dat de bogen van de stenen weergangen aansluiting vonden.
Na enkele beleggen en plunderingen en de daaropvolgende economische malaise werden de bouwambities van de stad uit noodzaak naar beneden geschroefd en werd bij reparaties en nieuwbouw overgegaan op stadsmuren met houten weergangen. Dat waren paden gesteund op een houtskelet. Deze waren veel minder breed en daarom werden de muurtorens ook minder diep. Sterker nog, de torens werden nu in een keer met de muren mee opgemetseld: waar de muur in de toren overging werd nu een ronding naar buiten toe gemetseld. De constructie van de houten weergang kon zodoende ononderbroken achter de gecreëerde halve cilinder doorgetrokken worden.

### Stadspoorten
De stadsmuur bevatte poortcomplexen die uit een hoofdpoort en dubbele voorpoorten bestonden. Er waren vijf stadspoorten, te weten de Waterpoort, Steigerpoort, Oenselsepoort, Bosschepoort en Gamersepoort. De enige overgebleven Waterpoort staat aan het einde van de Waterstraat aan de zijde van de rivier de Waal, waar de veerboot naar Tuil vertrok. In 1544 werd hiervoor een rondeel gemetseld. De Steigerpoort stond ten oosten van de Waterpoort en bood toegang tot de aanlegplaats of steiger. De Oenselsepoort lag in de Oenselsetraat aan de oostkant van de stad waar het ontsluiting bood aan de dijk naar Oensel, Hurwenen en Rossum. De Bosschepoort, mogelijk ook bekend als de Veltpoort, gaf toegang tot de polder en sloot aan de zuidkant de Boschstraat af, tegenover de Waterpoort. De Gamersepoort aan de westkant van de stad, ontsloot de dijk naar Gameren, Nieuwaal en Zuilichem, evenals de weg naar Hedel.

## Geschiedenis
Zaltbommel was oorspronkelijk omringd door een 12e-eeuwse aarden wal met pallisaden en een gracht.

Toen de stad in het begin van de 14e eeuw hernieuwde stadsrechten verkregen had, werd in 1315 met de bouw van de stadsmuur het versteningsproces in de stad begonnen. De bakstenen muur werd versterkt met meerdere muurtorens en vier hoofdpoorten. In de loop van de tijden onderging de muur verschillende aanpassingen, vooral tijdens de Tachtigjarige Oorlog toen Zaltbommel een strategische positie had.

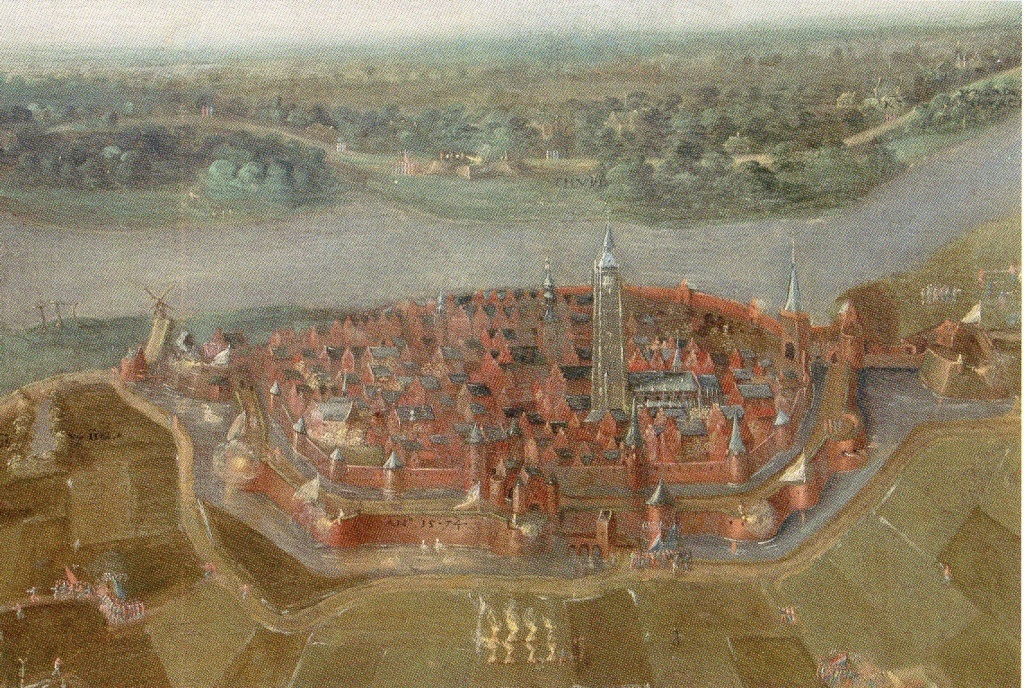
De stadsmuur in de 16e eeuw

Eind zestiende eeuw werd de bouw vergund van een windmolen op de Grimmart, een oostelijke muurtoren.
Tot diep in de 19e eeuw is het grootste deel van de 14e-eeuwse stadsmuur bewaard gebleven. Kennelijk ging het toen snel neerwaarts, want in 1863 bleek de muur op enkele restanten na verregaand gesloopt. Met name de aanleg van het door F.W. de Virieu ontworpen stadspark bij de huidige Agnietenstraat was hieraan debet.
Gedurende het eerste decennium van de 21e eeuw heeft een grondige restauratie van de stadsmuren en poorten plaatsgevonden, waardoor diverse in de bodem verdwenen delen weer tevoorschijn zijn gekomen. Ter afronding van deze werkzaamheden werd in 2011 een tijdscapsule met informatie over het restauratieproject in een van de overblijfselen gemetseld.
De thans zichtbare delen van de stadsmuur zijn geregistreerd als rijksmonument.

## Heden: zichtbare delen van de stadsmuur

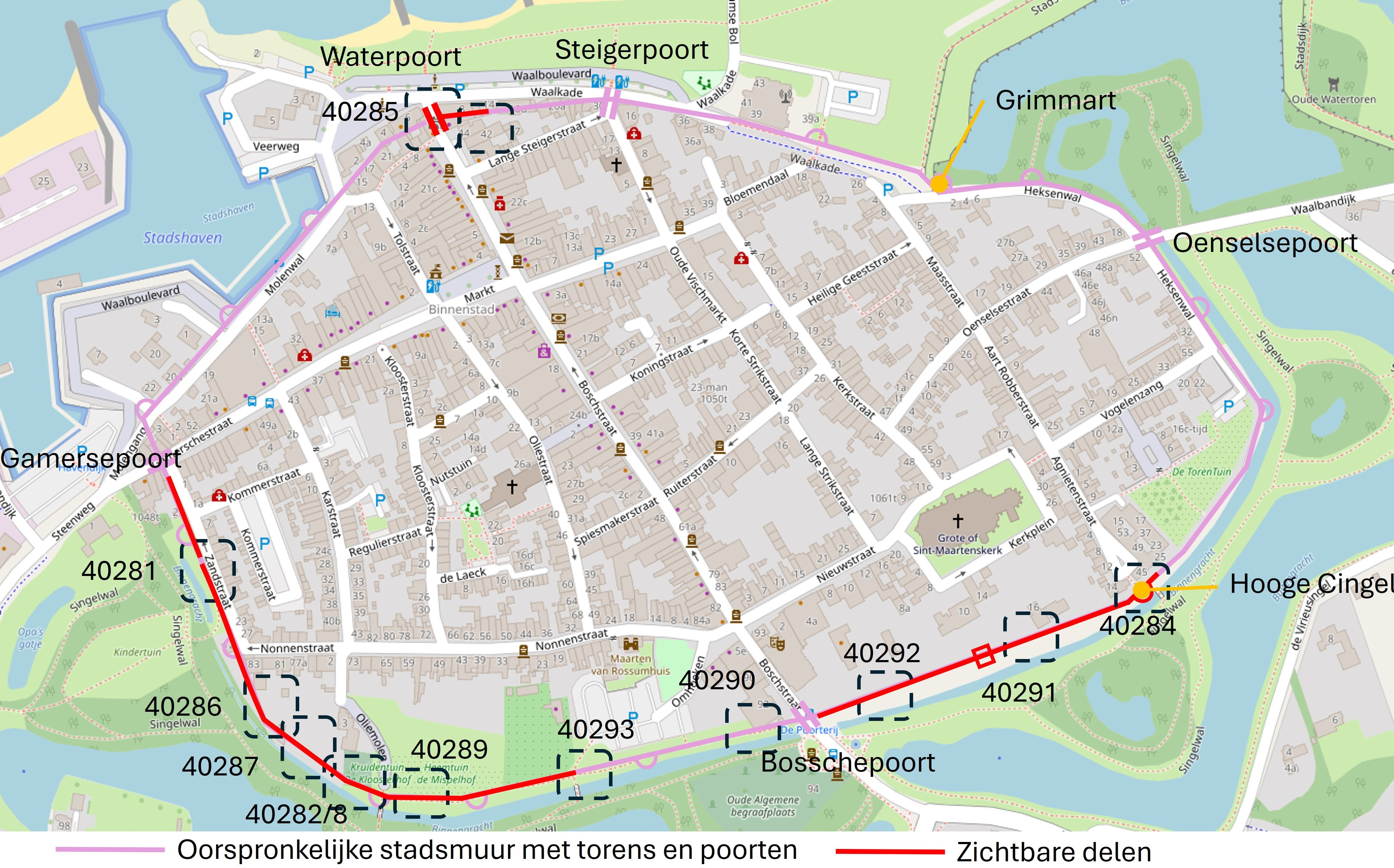
Loop van de oorspronkelijke stadsmuur en thans zichtbare delen

In 1975 waren overblijfselen van de 15de-eeuwse ommuring in moderne bebouwing in moderne bebouwing  langs de Waalkadeopgenomen en bewaard gebleven. Zo was aan de westzijde van de Waterpoort achter de sociëteit ‘de Verdraagzaamheid’ (Waalkade 6) een gepleisterd overblijfsel van een ronde muurtoren zichtbaar.
Sinds uitgebreid onderzoek en restauratiewerkzaamheden in het begin van de 21e eeuw zijn diverse gerestaureerde restanten van de stadsmuur bekend. Het kleinste stuk bevindt zich aan de westzijde van de historische binnenstad en heeft een lengte van ongeveer zes meter. Het is verwerkt in de kopse gevel van een 19e-eeuws bedrijfspand. Het langste stuk stadsmuur is 190 meter lang en staat aan de zuidzijde van de binnenstad, waar het als tuinmuur functioneert voor percelen aan de Nieuwstraat. In dit deel van de muur is tevens de onderbouw van een belangrijke vierkante muurtoren teruggevonden. Het was een van de hoogste torens, compleet met hoektorentjes. Een ander lang stuk stadsmuur bevindt zich achter de Nonnenstraat bij de Heemtuin. Het best bewaarde stuk stadsmuur bevindt zich in de achtertuin van Waterstraat 44, nabij de Waterpoort. Deze heeft nog de volle oorspronkelijke hoogte en bevat kantelen. Aan het einde van de huidige Agnietenstraat stond in de stadsmuur ooit een toren, genaamd Hooge Cingel. Deze toren was rond 1900 nog in gebruik als woonhuis, maar is in 1957 gesloopt. Het contour van de onderbouw is met een stuk stadsmuur weer zichtbaar gemaakt.
Onderstaande lijst toont de vestingswerken van Zaltbommel, inclusief de gerestaureerde c.q. zichtbare delen van de stadsmuur.
| Object | Oorspronkelijke functie ? | Bouwjaar              | Architect | Locatie                   | Coördinaten?                  | Nr.?  | Afbeelding |
| --- | ------------------------- | --------------------- | --------- | ------------------------- | ----------------------------- | ----- | --- |
| Gedeelte van de stadsmuur | Gebouw                    | eerste helft 14e eeuw |           | Zandstraat                | 51° 48' 42" NB, 5° 14' 40" OL | 40281 | Gedeelte van de stadsmuur |
| Gedeelte stadsmuur a/h Israelitisch Kerkhof | Gebouw                    | 1787 (sluitsteen)     |           | Israelitisch Kerkhof      | 51° 48' 38" NB, 5° 14' 46" OL | 40282 | Meer afbeeldingen |
| De wallen en bastions, alsmede de dubbele vestinggracht, na 1848 naar ontwerp van de stadsbouwmeester F.W. de Virieu beplant en tot singels met plantsoenaanleg getransformeerd. | Gebouw                    | 1589-ca. 1610         |           | Wallen en Bastions        | 51° 48' 46" NB, 5° 15' 23" OL | 40283 | De wallen en bastions, alsmede de dubbele vestinggracht, na 1848 naar ontwerp van de stadsbouwmeester F.W. de Virieu beplant en tot singels met plantsoenaanleg getransformeerd. |
| Gedeelte van de vestingmuur | Gebouw                    | middeleeuwen          |           | Het Bloemendaal           | 51° 48' 44" NB, 5° 14' 58" OL | 40284 | Upload foto |
| Waterpoort | Gebouw                    | 14e eeuw              |           | Waterstraat               | 51° 48' 44" NB, 5° 14' 58" OL | 40285 | Meer afbeeldingen |
| Gedeelte van de stadsmuur | Gebouw                    | eerste helft 14e eeuw |           | Oliemolen/ Zandstraat     | 51° 48' 39" NB, 5° 14' 43" OL | 40286 | Upload foto |
| Gedeelte van de stadsmuur | Gebouw                    | eerste helft 14e eeuw |           | Oliemolen                 | 51° 48' 39" NB, 5° 14' 45" OL | 40287 | Upload foto |
| Gedeelte van de stadsmuur | Gebouw                    | eerste helft 14e eeuw |           | Oliemolen                 | 51° 48' 38" NB, 5° 14' 46" OL | 40288 | Gedeelte van de stadsmuur |
| Gedeelte van de stadsmuur | Gebouw                    | eerste helft 14e eeuw |           | Heemtuin (Oliemolen)      | 51° 48' 37" NB, 5° 14' 48" OL | 40289 | Gedeelte van de stadsmuur |
| Gedeelte van de stadsmuur | Gebouw                    | eerste helft 14e eeuw |           | Bosschstraat              | 51° 48' 22" NB, 5° 15' 25" OL | 40290 | Upload foto |
| Gedeelte van de stadsmuur | Gebouw                    | eerste helft 14e eeuw |           | Kerkplein/ Agnietenstraat | 51° 48' 41" NB, 5° 15' 12" OL | 40291 | Gedeelte van de stadsmuur |
| Gedeelte van de stadsmuur | Gebouw                    | eerste helft 14e eeuw |           | Nieuwstraat/ Boschstraat  | 51° 48' 40" NB, 5° 15' 7" OL  | 40292 | Gedeelte van de stadsmuur |
| Gedeelte van de stadsmuur | Gebouw                    | eerste helft 14e eeuw |           | Boschstraat               | 51° 48' 38" NB, 5° 14' 55" OL | 40293 | Upload foto |
| Gedeelte van de stadsmuur | Gebouw                    | eerste helft 14e eeuw |           | Achtertuin Waterstraat 44 |                               |       | Upload foto |